# كوراي جونز
كوراي جونز (بالإنجليزية: Korey Jones)‏ هو لاعب كرة قدم أمريكية ولاعب كرة قدم كندية أمريكي، ولد في 4 أبريل 1989 في ميامي في الولايات المتحدة.

## وصلات خارجية
- كوراي جونز على موقع JustSportsStats.com (الإنجليزية)
- كوراي جونز على موقع كلية كرة القدم في سبورتس رفرنس.كوم (الإنجليزية)